# 장보 (문공)
장보(張步, ? - 32년)는 중국 신나라 말기와 후한 초기의 군웅으로, 반란 지도자로, 자는 문공(文公)이며 낭야군 불기현(현 칭다오시 청양구) 출신이다. 신나라 말의 혼란기에 병사를 일으켜 청주 일대를 장악하고, 한 경시제·유영·광무제 등과 관계를 맺으며 독자적인 세력을 유지하였다.

## 생애
신나라 말 한나라 부흥운동이 일어나자, 수천 명을 모아 불기현의 주변 현들을 공략하고 오위장군(五威將軍)을 자칭해 낭야군에 웅거했다.
현한의 한 경시제가 왕굉(王閎)을 낭야태수로 파견하자 맞싸워 이겼다. 한편 경시제에게서 자립한 양왕 유영이 장보의 강병을 탐내 조서를 꾸며 보한대장군(輔漢大將軍)·충절후(忠節侯)로 삼고 서주와 청주 두 주를 감독하게 했다. 장보는 이를 받아들이고 청주의 북해군 극현(劇縣, 현재의 웨이팡 일대)에 자리잡았다. 그는 동생 장홍(張弘)은 위장군(衛將軍), 장람(張藍)은 현무대장군(玄武大將軍), 장순(張徇)은 고밀태수로 삼았으며, 장수들을 파견해 태산·동래·성양·교동·북해·제남·제군 등을 공략했다.
장보의 세력이 커지자 낭야태수 왕굉은 장보를 회유하려 직접 방문하였고, 양측은 대치를 이어갔다. 그러나 결국 장보가 왕굉을 설득하였고, 왕굉은 상빈(上賓)의 예로 대우받으며 낭야의 통치를 위임받아, 실질적으로 장보의 객장으로 편입되었다.
건무 2년(26년), 유영과 싸우고 있던 후한 광무제가 서주와 청주를 어루만지도록 보낸 태중대부 복륭을 받아들여 광무제에 속했다. 건무 3년(27년) 봄, 광무제가 광록대부로 승진한 복륭을 다시 보내 동래태수로 임명했는데, 유영이 자신을 제왕으로 봉한다 하자 그쪽으로 마음이 기울었다. 복륭이 유씨 외에는 왕이 되지 못하게 한 전한 고제의 원칙을 들어 장보를 설득하고 대신 10만호로 회유했지만, 장보는 이를 받아들이지 않고 역으로 복륭에게 2주를 제안해 후한을 배반하도록 권유했다. 복륭이 거절하자 그를 잡아가두었고, 이후 유영의 제안을 받아들이며 복륭을 살해했다. 또 마침 광무제에게 반기를 든 팽총과도 동맹을 맺었다.
광무제는 당시 북으로는 연나라 지방, 남으로는 양나라와 초나라 지방에서 병력을 운용 중이었으며, 장보는 이 틈을  제나라 12군을 손에 넣었다. 그러나 양나라에서 광무제와 싸우던 유영이 결국 전사하고 양이 평정되자, 장보는 유영의 아들 유우를 유영의 다음 황제로 옹립하고 자신은 정한공(定漢公)이 되어서 백관을 설치하고자 했다. 그러나 왕굉이 반대해 실행되지 않았다.
건무 5년(29년) 음력 2월, 후한의 건위대장군 경감 등이 광무제의 명으로 출병하자, 부장 비읍(費邑)을 제남왕으로 삼고 역하(제남군 역성현)에 주둔하게 했다. 그러나 음력 8월에는 유우가 패망했고, 음력 10월, 광무제가 제나라 근처인 노나라에 행차했다. 비읍은 경감에게 격파돼 전사했고, 경감은 임치로 진격했다. 장보는 병력이 적은 후한 군을 얕보고 대군을 동원해 공격했으나, 오히려 대패해 극현으로 달아났다. 광무제가 극현으로 진군하자 평수로 퇴각했다.
이 무렵, 유영의 부장이었던 소무가 구원군을 거느리고 와서는 자신을 기다리지 않고 경감을 얕본 것을 질책하자 그는 군사적 판단 착오를 인정했다. 이에 광무제가 사자를 보내 소무와 장보에게 서로 참수하고 투항하면 열후에 봉해주겠다고 하자, 장보는 소무를 살해하고 그 머리를 바쳐 투항했다.
장보는 옥에 갇힌 세 동생과 함께 광무제에게 용서를 받아 안구후(安丘侯)에 봉해졌고, 가솔들과 함께 낙양에 이주했다. 그러나 건무 8년(32년) 여름 음력 8월, 처자와 함께 임회로 달아나, 동생 장홍과 장람과 함께 무리를 모아 배를 띄워 낭야로 귀환하려 하였으나, 낭야태수 진준의 추격을 받아 살해됐다.

## 출전
범엽: 《후한서》 권12 왕유장이팽노열전제2 중 장보